# Gonciarka
Gonciarka – maszyna do wyrobu gontów zlokalizowana najczęściej w tartaku lub gonciarni.
Urządzenie składa się ze stolika z umieszczoną na nim piłą tarczową oraz frezami (fugami). Napędzane jest zwykle pędnią pasową.